# Reisseronia gertrudae
Reisseronia gertrudae is een vlinder uit de familie zakjesdragers (Psychidae). De wetenschappelijke naam van deze soort is voor het eerst geldig gepubliceerd in 1962 door Sieder.
De soort komt voor in Europa.